# Mạc Chiết Niệm Sanh
Mạc Chiết Niệm Sinh (tiếng Trung: 莫折念生; bính âm: Mòzhé Niànshēng, ? – 527), dân tộc Khương, người Tần Châu  một trong những thủ lĩnh của phong trào Lục Trấn khởi nghĩa phản kháng nhà Bắc Ngụy.

## Sự nghiệp
Tháng 6 năm Chính Quang thứ 5 (524), cha là thủ lĩnh nghĩa quân Tần vương Mạc Chiết Đại Đề mất, Mạc Chiết Niệm Sinh kế tục thống lãnh nghĩa quân, xưng Tần thiên tử, niên hiệu là Thiên Kiến. Sau đó, Niệm Sinh phái em trai Thiên Sinh đi về phía đông đánh Kỳ Châu , chém Đô đốc Nguyên Chí, thứ sử Bùi Phân Chi.
Năm sau (525), Tiêu Bảo Di phụng mệnh đến Quan Trung đánh dẹp cuộc khởi nghĩa Hà Tây do Mạc Chiết Niệm Sinh cầm đầu.
Năm Hiếu Xương thứ 3 (527), Mạc Chiết Niệm Sinh đánh bại Tiêu Bảo Di ở Kính Châu. Người Kỳ Châu bắt thứ sử Ngụy Lan Căn hưởng ứng, cánh nghĩa quân Đông chinh cũng đã đến Đồng Quan. Tháng 9, Mạc Chiết Niệm Sinh bị bộ hạ Đỗ Sán giết chết. Bộ thuộc do Mặc Kỳ Sửu Nô thống lãnh.